# Listă de filme sovietice din 1948
- Filme sovietice din: 1947 — 1948 — 1949

Aceasta este o listă de filme produse în Uniunea Sovietică în 1948.
| Titlu                       | Titlu original  | Regizor              | Distribuție                                  | Gen | Note |
| --------------------------- | --------------- | -------------------- | -------------------------------------------- | --- | ---- |
| 1948                        |                 |                      |                                              |     |      |
| Alișer Navoi                | Алишер Навои    | Kamil Iarmatov       | Razak Hamraev, Asad Ismatov, Тamara Nazarova |     |      |
| Când trandafirul înflorește | Далёкая невеста | Evgeni Ivanov-Barkov | Altî Karliev, Vasili Neshchiplenko           |     |      |
| Judecata onoarei            | Суд чести       | Abram Room           |                                              |     |      |